# Casa da Xilogravura
Como seu nome indica, a Casa da Xilogravura é um museu que tem por objetivo preservar e divulgar xilogravura, isto é, a gravura impressa com o uso de uma matriz de madeira. É o único local, no Brasil, em que o público pode ver permanentemente em 30 salas, toda a história da xilogravura brasileira direto de obras originais expostas.

## Histórico
A Casa da Xilogravura foi aberta ao público em 17 de julho de 1987. Fundada e até hoje dirigida por Antonio Fernando Costella e tendo como Diretora Técnica Leda Campestrin Costella.
Situada em Campos do Jordão, Estado de São Paulo, está sedimentada em prédio construído em 1928, que abrigou anteriormente o Mosteiro de S. João, de monjas beneditinas, e hoje é sede da Editora Mantiqueira. Faz frente para a Av. Eduardo Moreira da Cruz 295 e esquina para a praça da igreja de Nossa Senhora da Saúde, bairro de Jaguaribe. Nesse bairro, local densamente carregado de história, nasceu em 1874 a cidade de Campos do Jordão e, nessa praça, foi edificada a primeira capela (1885), depois de substituída pela igreja atual.
Desde sua fundação, a Casa da Xilogravura realizou grande número de exposições individuais e coletivas de gravadores do Brasil e de outros países, incluindo mostras de Aldemir Martins, Marcelo Grassmann, Lívio Abramo, Renina Katz, Maria Bonomi, entre outros.
No jardim do Museu, há um pequeno monumento, o túmulo do cão Chiquinho, que inspirou o logotipo da Editora Mantiqueira, pois como "narrador" de livros por ela editados, influenciou os destinos da empresa. 

## Acervo
Partindo da xilografia, o Museu também introduz o visitante no universo da impressão gráfica em geral, expondo litografia, linotipia, calcogravura, rotogravura, ofsete, serigrafia, estamparia de chitas, etc. Além de exposições temporárias, a Casa da Xilogravura promove cursos e produz outros eventos de natureza cultural.
A Casa da Xilogravura possui um acervo de milhares de xilogravuras, de mais de 1700 artistas brasileiros e estrangeiros; conta também com centenas de objetos diversos (clichês, cartazes, folhetos, matrizes, instrumentos, máquinas, amostras de madeira, etc.). Dispõe de biblioteca especializada com 2.000 livros, além de coleções de jornais, revistas, folhetos de cordel e outros impressos. No jardim, há um pequeno monumento de concreto que marca o local onde restarão para sempre os despojos de Chiquinho, cão que inspirou o logotipo da Editora Mantiqueira, mantenedora do Museu.

Dentre os autores representados, destacam-se Aldemir Martins, Aldo Bonadei, Carlos Scliar, Darel Valença Lins, Emanoel Araújo, Fayga Ostrower, Francisco Stockinger, Gilvan Samico, Hansen Bahia, Ivald Granato, Lasar Segall, Lívio Abramo, Marcelo Grassmann, Maria Bonomi, Oswaldo Goeldi, Renina Katz, Roberto Burle Marx, Tarsila do Amaral e Yolanda Mohalyi, entre outros. 